# Ataullah Mengal
Pour les articles homonymes, voir Mengal.
Sardar Ataullah Khan Mengal ou plus simplement Ataullah Mengal (en ourdou : سردار عطااللہ خان مینگل), né le 24 mars 1929 dans le district de Khuzdar et mort le 2 septembre 2021 à Karachi, est un homme politique pakistanais. Ministre en chef du Baloutchistan de mai 1972 à février 1973, il a été le premier chef du gouvernement local de la province.
Mengal est un important chef de tribu baloutche, qui a débuté en politique dans les années 1960 au sein du Parti Awami national, défendant une plus grande autonomie pour sa province. Entrant en conflit avec le Premier ministre Zulfikar Ali Bhutto, il est emprisonné en 1973 puis part en exil en 1977. Après être rentré au Pakistan en 1996, il a fondé le Parti national baloutche. Son fils Akhtar Mengal lui succède en politique, devenant ministre en chef de la province en 1997.

## Jeunesse et études
Ataullah Mengal est né le 24 mars 1929 dans le village de Wadh, situé dans le district de Khuzdar, dans le sud-est du Baloutchistan. Mengal grandit donc sous le Raj britannique et passe son enfance à Lasbela, un peu au sud de son lieu de naissance. Il fait ses études au Aitchison College de Lahore. Il s'installe plus tard à Karachi et est proclamé en 1954 « Sardar » (chef) de la tribu Mengal dont il est lui-même issu.
Ataullah Mengal a eu au moins deux fils : Asadullah qui meurt assassiné peu de temps après avoir été enlevé le 6 février 1975 et Akhtar né le 6 octobre 1962.

## Carrière politique

### Ministre en chef
Ataullah Mengal commence sa carrière politique dans les années 1960 grâce à l'aide de Ghaus Bakhsh Bizenjo qui est un membre fondateur du Parti Awami national, orienté à gauche. Il se rapproche donc de Khan Abdul Wali Khan, influent dans la Province de la Frontière-du-Nord-Ouest et milite pour la re-création de la province Baloutchistan, dissoute en 1954. Aidé par Bizenjo, il devient en 1962 membre de l'Assemblée provinciale du Pakistan occidental. Il s'oppose au pouvoir du président Muhammad Ayub Khan, arrivé au pouvoir à la suite d'un coup d’État militaire en 1958. Alors qu'une révolte secoue sa tribu en 1963, il est envoyé en prison durant près de quatre ans sous Ayub Khan,,.

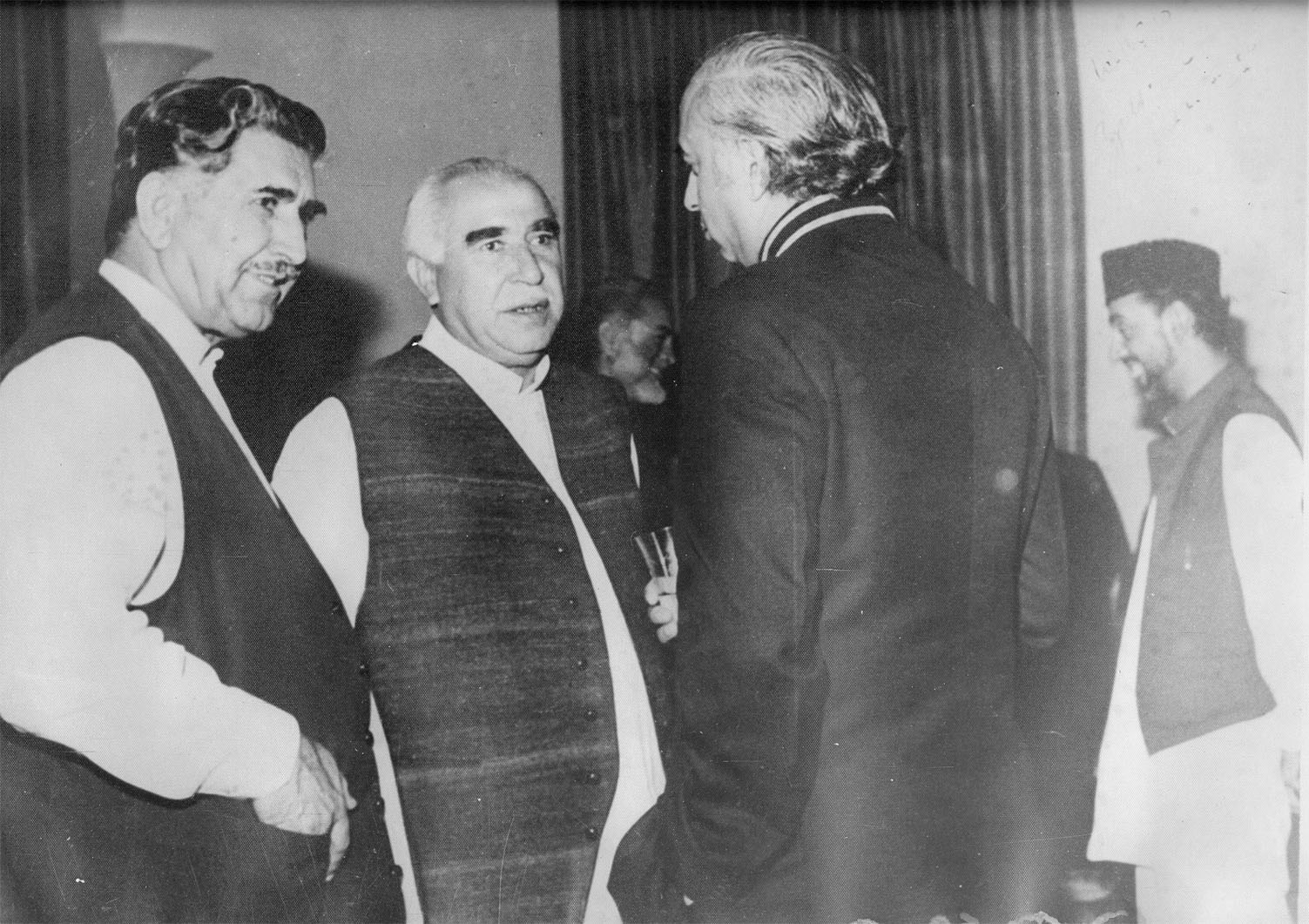
Le Premier ministre Zulfikar Ali Bhutto rencontre les dirigeants du Baloutchistan, dont Mengal visible en arrière plan à droite.

En 1970, le Pakistan occidental est de nouveau divisé en provinces. Elles deviendront les seules du pays après la sécession du Bangladesh l'année suivante. Lors des élections législatives de 1970, le Parti Awami national réalise une bonne performance dans la province et le 1er mai 1972, Ataullah Mengal devient le premier ministre en chef du Baloutchistan de l'histoire du pays, dirigeant le gouvernement local grâce à une coalition entre le Parti Awami national et le Jamiat Ulema-e-Islam. Le 13 février 1973, le Premier ministre Zulfikar Ali Bhutto démet le gouvernement de la province du Baloutchistan et Mengal perd donc son poste. Avec l'aide de Bizenjo et Khair Bakhsh Marri, il s'insurge face à Bhutto et menace de souder les Baloutches contre sa politique.

### Procès d'Hyderabad et exil
En avril 1973, peu après la démise du gouvernement provincial par le pouvoir central, une révolte de militants de l'indépendance du Baloutchistan éclate. Des convois de l'armée sont notamment pris pour cible, surtout par des combattants de l'armée de libération du Baloutchistan. Le gouvernement de Zulfikar Ali Bhutto décide alors de dissoudre le Parti Awami national et d'arrêter près de 55 militants politiques, dont Mengal, Marri et Bizenjo. Durant les procès qui s'ensuivent à partir de 1975 à Hyderabad, ils sont accusés d'avoir fomenté une révolte armée dans le but d'obtenir l'indépendance du Baloutchistan. Le pouvoir met notamment en avant la découverte d'armes au sein de l'ambassade d'Irak.
Après avoir passé quatre années en prison, Ataullah Mengal réussit à partir en exil à Londres en 1977 alors que Zulfikar Ali Bhutto est renversé par le coup d’État du chef de l'armée Muhammad Zia-ul-Haq. Il cofonde depuis l'étranger le Sindh Baloch Pashtun Front qui soutient la lutte armée et milite pour un système confédéral qui laisse une importante place aux provinces.

### Fondation du Parti national baloutche
Après environ 18 années d'exil à l'étranger, Ataullah Mengal retourne en janvier 1996 au Pakistan après avoir pris ses distances avec le front qu'il a rejoint à Londres. Il fonde la même année le Parti national baloutche,. Celui-ci obtient un certain succès aux élections législatives de 1997 et se rapproche du Premier ministre Nawaz Sharif. Akhtar Mengal, le fils d'Ataullah, devient ministre en chef du Baloutchistan le 22 février 1997 mais il quitte ses fonctions à peine un an et demi plus tard, entrant en conflit avec Nawaz Sharif qui a choisi le Baloutchistan pour mener les premiers essais nucléaires du pays. Son gouvernement local contestait également la captation des revenus du gaz naturel de la province par le pouvoir central.
En 1998, alors qu'Ataullah Mengal est réélu président du parti par ses membres, plusieurs d'entre eux contestent la régularité du scrutin et quittent le parti pour mener une scission, le Parti national baloutche (Awami). Son fils Akhtar le remplace ensuite à la tête du parti,.
Âgé de 92 ans, il meurt le 2 septembre 2021 à Karachi des suites d'une longue maladie.